# Odinarchaeota
Odinarcheota je kmen archeí, spolu s kmeny Lokiarchaeota, Thorarchaeota, Heimdallarchaeota, Helarchaeota a Odinarchaeota tvoří nadkmen Asgard. Tento kmen byl navržen v roce 2017 na základě analýzy vzorků genomu odebraných z hydrotermálních vývěrů. 
Archea z nadkmene Asgard jsou v současnosti považovány za evoluční mezistupeň prokaryotických a eukaryotických organismů na základě přítomnosti určitých genů původně známých pouze v doméně Eukarya.

## Objev
V rámci citované studie  byla ze vzorků sedimentů odebrané ze sedmi různých geograficky vzdálených lokalit izolována a sekvenována metagenomová DNA. Na základě následné analýzy byly identifikovány části genomů natolik odlišné, že bylo patrné, že patří k novým kmenům, nazvaným Odinarcheota a Heimdallarcheota, které byly zařazeny s dalšími příbuznými již existujícími kmeny s podobnými charakteristikami do nového nadkmene Asgard. 

## Etymologie
Termín „Odinarchaeota“ je odvozen od mytologické postavy Ódina, analogicky k dříve nalezeným příbuzným kmenům Lokiarchaeota a Thorarchaeota. Tyto názvy, stejně jako název nadkmene Asgard, jsou inspirovány Severskou mytologií. 

## Výskyt
Odinarchaeota byly nalezeny exkluzivně v horkých pramenech Lower Culex Basin, Yellowstonský národní park, USA, a Radiata Pool, Nový Zéland  a jen minimálně v jiných anaerobních prostředích jako například jezerních a mangrovových sedimentech. 

## Charakteristické znaky
Na základě analýzy veřejně dostupných genomů a porovnání s literaturou byla potvrzena všudypřítomnost glykolýzy u asgardských archeí, avšak v metabolické dráze chybí gen pro hexokinázu. Dále v rámci metabolismu uhlíku mají všechna asgardská archaea schopnost rozkládat proteiny, avšak jediná Odinarchaeota nekódují kompletní dráhu oxidace butyryl-CoA pro úplný rozklad mastných kyselin. Vzhledem k tomu, že všechny asgardské kmeny jsou schopny získávat uhlík rozkladem sacharidů a proteinů, řadíme je mezi heterotrofní organismy. Jako zdroj dusíku mohou všechna fyla asgardských archeí využívat proteiny, některá fyla i dusičnany, které redukují enzymem nitrátreduktázou na dusitany. Odinarchaeota, která postrádají gen pro nitrátreduktázu, používají proteiny jako jediný zdroj dusíku. 

Fylogenetický strom

Pro Odinarcheota je typická přítomnost tzv. OdinTubulinu tvořícího struktury analogické eukaryotickým mikrotubulů. OdinTubulin tvoří krátká zakřivená protofilamenta, která se polymerují po obvodu budoucí tubulární struktury. Tento proces je obdobný funkci proteinu FtsZ (Filamentní na teplotu senzitivní mutant Z) vytvářejícího prstencovitou strukturu v místě dělení bakteriálních buněk. OdinTubulin tak představuje evoluční krok mezi prokaryotním FtsZ a eukaryotními tubuliny. 
OdinAK (adenylátkináza) je trimerní protein, který je schopný využít všechny nukleotidy (NTP) přítomné v buňce jako donor fosfátové skupiny pro syntézu ATP (na rozdíl od ostatních členů rodiny AK, které mají užší specifitu) a je strukturně podobný lidské adenylátkináze. 
Asgard archaea, včetně Odinarcheota, kódují ve svém genomu proteiny podobné s eukaryotickými, například podjednotky ESCRT-III a ATPázu Vps4, jež jsou zodpovědné za fungování endomembránových systému, což je důležitý znak eukaryot. 